# Phân phối Bernoulli
Trong lý thuyết xác suất và thống kê, phân phối Bernoulli, được đặt tên theo nhà toán học người Thụy Sĩ Jacob Bernoulli, là một phân phối xác suất rời rạc của biến ngẫu nhiên chỉ nhận hai giá trị 0 hoặc 1, trong đó giá trị 1 đạt được với xác suất {\displaystyle p} (gọi là xác suất thành công) và giá trị 0 đạt được với xác suất {\displaystyle q=1-p} (gọi là xác suất thất bại). Nếu {\displaystyle X} là một biến ngẫu nhiên với phân phối này, kí hiệu {\displaystyle X\sim {\text{Bernoulli}}(p)}, ta sẽ có:
{\displaystyle \mathbf {P} (X=1)=1-\mathbf {P} (X=0)=1-q=p.\!}
Một ví dụ cổ điển về biến ngẫu nhiên Bernoulli là kết quả của việc tung một đồng xu (có thể không đồng chất), mặt chẵn ngửa ứng với giá trị 1, mặt chẵn ứng với giá trị 0. Đồng xu có thể xuất hiện mặt ngửa với xác suất {\displaystyle p} và mặt chẵn với xác suất {\displaystyle 1-p}.
Hàm khối xác suất {\displaystyle f_{p}} của phân phối này là
{\displaystyle f_{p}(k):=\mathbf {P} (X=k)={\begin{cases}p&{\text{nếu }}k=1,\\[6pt]1-p&{\text{nếu }}k=0.\end{cases}}}
Nó còn được thể hiện dưới dạng
{\displaystyle f_{p}(k)=p^{k}(1-p)^{1-k}\!\quad {\text{với }}k\in \{0,1\}.}

## Tính chất
Giá trị kỳ vọng của một biến ngẫu nhiên Bernoulli {\displaystyle X} là {\displaystyle \mathbf {E} \left(X\right)=p}, và phương sai của nó là {\displaystyle {\textrm {Var}}\left(X\right)=p\left(1-p\right).\,}
Phân phối {\displaystyle {\text{Bernoulli}}(p)} là trường hợp đặc biệt của phân phối nhị thức {\displaystyle {\text{Binomial}}(n,p)} với {\displaystyle n=1}.